# Sebastian Eriksson
Sebastian Anders Fredrik Eriksson (Brålanda, 31 gennaio 1989) è un ex calciatore svedese, di ruolo centrocampista.

## Caratteristiche tecniche
Centrocampista mancino, duttile e imprevedibile, è capace di svolgere sia la fase difensiva che quella offensiva. Assillante nella marcatura in fase di non possesso e abile nelle incursioni palla al piede in velocità, non disdegna di cercare la conclusione in porta quando ne ha l'occasione.

## Carriera

### Club

#### IFK Göteborg
Proveniente dal settore giovanile dell'IFK Göteborg; ha esordito in prima squadra nel massimo campionato svedese il 16 aprile 2008 nella partita vinta per 4-1 contro l'Örebro SK. Il 15 luglio fa il suo esordio in Champions League durante la gara d'esordio del primo turno preliminare: Murata-IFK Göteborg (0-5), subentrando al 77º minuto a Hjálmar Jónsson.
Il 19 luglio 2008 segna il suo primo gol in campionato nel corso della sfida casalinga contro il Gefle, terminata 3-0 in favore dei padroni di casa. Il 15 agosto 2011 durante l'incontro Elfsborg-IFK Göteborg si infortuna rompendosi il legamento crociato anteriore del ginocchio sinistro; l'incidente lo terrà fuori dai campi da gioco per circa sei mesi.

#### Cagliari
Nonostante il grave infortunio patito pochi giorni prima, il 26 agosto 2011 passa alla società italiana del Cagliari con la formula del prestito con diritto di riscatto. È il secondo svedese nella storia del Cagliari dopo Albin Ekdal. Esordisce in Serie A nell'ultima partita di campionato Fiorentina-Cagliari (0-0) del 13 maggio 2012, sostituendo Thiago Ribeiro all'89º minuto. Al termine della stagione viene riscattato a titolo definitivo dal club sardo per 1,5 milioni di euro.
Il 29 maggio 2014 durante un allenamento a Göteborg con la Nazionale ha subito la rottura del legamento crociato anteriore del ginocchio destro e la lesione del menisco esterno. In seguito all'intervento chirurgico perfettamente riuscito è stato previsto uno stop di almeno quattro o cinque mesi.

#### Primo ritorno all'IFK Göteborg
Il 23 dicembre 2014 viene annunciato il suo ritorno all'IFK Göteborg con la formula del prestito con diritto di riscatto. Dal 1º luglio 2015 il suo cartellino torna di proprietà del Göteborg, che lo riscatta a titolo definitivo. Nel luglio 2017 diventa il nuovo capitano della squadra a seguito della partenza di Mattias Bjärsmyr.
A pochi mesi dalla scadenza contrattuale, l'IFK Göteborg (in crisi di risultati visto il 10º posto nell'Allsvenskan 2017 e un avvio difficile anche nel campionato seguente) gli propone il rinnovo, ma Eriksson rifiuta poiché interessato ad una nuova parentesi all'estero.

#### Panaitōlikos
Il 27 giugno 2018 viene reso noto che Eriksson lascia l'IFK Göteborg per accasarsi in Grecia, al Panaitōlikos, con un accordo triennale. Il 24 gennaio 2019 rescinde consensualmente il contratto che lo legava alla squadra, chiudendo di fatto la parentesi greca con sole 6 presenze all'attivo complice anche un problema all'inguine e la paternità prevista per metà marzo.

#### Secondo ritorno al Göteborg, Genoa e ancora Göteborg
Eriksson ritorna nuovamente ad essere un giocatore dell'IFK Göteborg il 18 febbraio 2019, quando viene presentato con un contratto valido fino al 2021.
Il 23 gennaio 2020 fa ritorno in Serie A, accasandosi al Genoa. Termina la stagione nel capoluogo ligure andando talvolta in panchina, ma senza mai scendere in campo in partite ufficiali.
Nell'agosto torna nuovamente all'IFK Göteborg a parametro zero, con un contratto fino al 2022. Il 12 settembre 2021, nel match contro l'Halmstad valido per la diciottesima giornata, si rompe il tendine di Achille ed è costretto a chiudere anzitempo la stagione. Rientra in campo circa nove mesi e mezzo più tardi, nella vittoria esterna contro il Sirius del 27 giugno 2022. L'Allsvenskan 2023, che lo vede scendere in campo in 10 occasioni da titolare e in 12 occasioni subentrando dalla panchina, è il suo ultimo campionato in maglia biancoblù, visto anche il suo contratto in scadenza a fine anno. Eriksson lascia così l'IFK Göteborg dopo aver collezionato con la maglia del club 368 presenze, di cui 250 totalizzate nel torneo di Allsvenskan.
Nel febbraio 2024, nonostante nel corso dell'inverno si fosse allenato con l'Utsiktens BK, Eriksson annuncia il ritiro dal calcio giocato all'età di 35 anni.

### Nazionale
Vanta 16 presenze con la Nazionale Under-21 e 7 con quella maggiore, con la quale esordisce il 20 gennaio 2010 in occasione dell'amichevole contro l'Oman.

## Statistiche

### Presenze e reti nei club
Statistiche aggiornate al 28 agosto 2020.
| Stagione            | Squadra             | Campionato          | Campionato | Campionato | Coppe nazionali | Coppe nazionali | Coppe nazionali | Coppe continentali | Coppe continentali | Coppe continentali | Altre coppe | Altre coppe | Altre coppe | Totale | Totale |
| Stagione            | Squadra             | Comp                | Pres       | Reti       | Comp            | Pres            | Reti            | Comp               | Pres               | Reti               | Comp        | Pres        | Reti        | Pres   | Reti   |
| ------------------- | ------------------- | ------------------- | ---------- | ---------- | --------------- | --------------- | --------------- | ------------------ | ------------------ | ------------------ | ----------- | ----------- | ----------- | ------ | ------ |
| 2008                | IFK Göteborg        | A                   | 17         | 1          | CS              | 0               | 0               | UCL                | 4                  | 0                  | SS          | 0           | 0           | 21     | 1      |
| 2009                | IFK Göteborg        | A                   | 25         | 1          | CS              | 4               | 1               | UEL                | 2                  | 0                  | SS          | 0           | 0           | 31     | 2      |
| 2010                | IFK Göteborg        | A                   | 26         | 1          | CS              | 1               | 0               | -                  | -                  | -                  | SS          | 0           | 0           | 27     | 1      |
| apr.-ago. 2011      | IFK Göteborg        | A                   | 13         | 2          | CS              | 3               | 1               | -                  | -                  | -                  | -           | -           | -           | 16     | 3      |
| ago. 2011-2012      | Cagliari            | A                   | 1          | 0          | CI              | 0               | 0               | -                  | -                  | -                  | -           | -           | -           | 1      | 0      |
| 2012-2013           | Cagliari            | A                   | 8          | 0          | CI              | 2               | 0               | -                  | -                  | -                  | -           | -           | -           | 10     | 0      |
| 2013-2014           | Cagliari            | A                   | 20         | 0          | CI              | 0               | 0               | -                  | -                  | -                  | -           | -           | -           | 20     | 0      |
| 2014-gen. 2015      | Cagliari            | A                   | 0          | 0          | CI              | 0               | 0               | -                  | -                  | -                  | -           | -           | -           | 0      | 0      |
| Totale Cagliari     | Totale Cagliari     | Totale Cagliari     | 29         | 0          |                 | 2               | 0               |                    | -                  | -                  |             | -           | -           | 31     | 0      |
| gen.-mag. 2015      | IFK Göteborg        | A                   | -          | -          | CS              | 5               | 1               | UEL                | -                  | -                  | -           | -           | -           | 5      | 1      |
| 2015                | IFK Göteborg        | A                   | 27         | 2          | CS              | 3               | 0               | UEL                | 4                  | 0                  | SS          | 0           | 0           | 34     | 2      |
| 2016                | IFK Göteborg        | A                   | 28         | 0          | CS              | 5               | 0               | UEL                | 7                  | 0                  | -           | -           | -           | 40     | 0      |
| 2017                | IFK Göteborg        | A                   | 27         | 2          | CS              | 4               | 0               | -                  | -                  | -                  | -           | -           | -           | 31     | 2      |
| gen.mag. 2018       | IFK Göteborg        | A                   | 11         | 0          | CS              | 0               | 0               | -                  | -                  | -                  | -           | -           | -           | 11     | 0      |
| lug. 2018-2019      | Panaitōlikos        | SL                  | 6          | 1          | CG              | 0               | 0               | -                  | -                  | -                  | -           | -           | -           | 6      | 1      |
| 2019                | IFK Göteborg        | A                   | 16         | 2          | CS              | 0               | 0               | -                  | -                  | -                  | -           | -           | -           | 16     | 2      |
| gen.-ago. 2020      | Genoa               | A                   | 0          | 0          | CI              | 0               | 0 -             | -                  | -                  | -                  | -           | -           | 0           | 0      |        |
| ago.-dic. 2020      | IFK Göteborg        | A                   | 0          | 0          | CS              | 0               | 0               | -                  | -                  | -                  | -           | -           | -           | 0      | 0      |
| Totale IFK Göteborg | Totale IFK Göteborg | Totale IFK Göteborg | 190        | 10         |                 | 25              | 3               |                    | 17                 | 0                  |             | 0           | 0           | 232    | 13     |
| Totale carriera     | Totale carriera     | Totale carriera     | 225        | 12         |                 | 27              | 3               |                    | 17                 | 0                  |             | 0           | 0           | 269    | 15     |

### Cronologia presenze e reti in nazionale
| Cronologia completa delle presenze e delle reti in nazionale ― Svezia | Cronologia completa delle presenze e delle reti in nazionale ― Svezia | Cronologia completa delle presenze e delle reti in nazionale ― Svezia | Cronologia completa delle presenze e delle reti in nazionale ― Svezia | Cronologia completa delle presenze e delle reti in nazionale ― Svezia | Cronologia completa delle presenze e delle reti in nazionale ― Svezia | Cronologia completa delle presenze e delle reti in nazionale ― Svezia | Cronologia completa delle presenze e delle reti in nazionale ― Svezia |
| Data                                                                  | Città                                                                 | In casa                                                               | Risultato                                                             | Ospiti                                                                | Competizione                                                          | Reti                                                                  | Note                                                                  |
| --------------------------------------------------------------------- | --------------------------------------------------------------------- | --------------------------------------------------------------------- | --------------------------------------------------------------------- | --------------------------------------------------------------------- | --------------------------------------------------------------------- | --------------------------------------------------------------------- | --------------------------------------------------------------------- |
| 20-1-2010                                                             | Mascate                                                               | Oman                                                                  | 0 – 1                                                                 | Svezia                                                                | Amichevole                                                            | -                                                                     | 46’                                                                   |
| 19-1-2011                                                             | Città del Capo                                                        | Botswana                                                              | 1 – 2                                                                 | Svezia                                                                | Amichevole                                                            | -                                                                     |                                                                       |
| 22-1-2011                                                             | Nelspruit                                                             | Sudafrica                                                             | 1 – 1                                                                 | Svezia                                                                | Amichevole                                                            | -                                                                     | 73’                                                                   |
| 8-2-2011                                                              | Nicosia                                                               | Cipro                                                                 | 0 – 2                                                                 | Svezia                                                                | Amichevole                                                            | -                                                                     | 89’                                                                   |
| 9-2-2011                                                              | Nicosia                                                               | Svezia                                                                | 1 – 1 (4 – 5 dtr)                                                     | Ucraina                                                               | Amichevole                                                            | -                                                                     | 78’                                                                   |
| 6-1-2016                                                              | Abu Dhabi                                                             | Svezia                                                                | 1 – 1                                                                 | Estonia                                                               | Amichevole                                                            | -                                                                     | 55’                                                                   |
| 10-1-2016                                                             | Abu Dhabi                                                             | Finlandia                                                             | 0 – 3                                                                 | Svezia                                                                | Amichevole                                                            | -                                                                     | 46’                                                                   |
| Totale                                                                |                                                                       | Presenze                                                              | 7                                                                     |                                                                       | Reti                                                                  | 0                                                                     |                                                                       |

## Palmarès

### Competizioni nazionali
- Coppa di Svezia: 2

IFK Göteborg: 2008, 2014-15
- Supercoppa di Svezia: 1

IFK Göteborg: 2008